# 심수 (별자리)

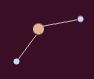
심(心)

심수(心宿)는 동아시아의 별자리인 이십팔수의 하나이다. 동방청룡 7수(宿) 중 다섯 번째에 해당된다.
서양 별자리의 전갈자리의 심장 부근에 해당된다.

## 심수에 속한 별자리
| 별자리 | 한자 | 별 개수 | 위치     | 별의 색 | 의미                     |
| ------ | ---- | ------- | -------- | ------- | ------------------------ |
| 심     | 心   | 3       | 전갈자리 |         | 천왕의 자리              |
| 적졸   | 積卒 | 12      |          | 주홍색  | 오영(五營)의 군사의 무리 |

## 참고 문헌
- 권근 외, 『천상열차분야지도』, 서운관(書雲觀), 1395
- 이문규, 《고대 중국인이 바라본 하늘의 세계》, 문학과 지성사, 2000
- 이순지 저, 김수길.윤상철 역,《천문류초》, 대유학당, 1998
- 박창범, 《하늘에 새긴 우리역사》, 김영사, 2002